# مونتاویستا
مونتاویستا (انگلیسی: MontaVista) شرکت نرم‌افزار آمریکایی است، که در سال ۱۹۹۶ تأسیس شد.